# ゲーム部プロジェクト
ゲーム部プロジェクト（げーむぶぷろじぇくと）は日本のバーチャルYouTuberグループ。略称はゲーム部。プロデュースや運営はBrave groupによって行われていた。

## 概略
全員、ゲームを活動内容とする部活動に所属する東京都内の高校生であり、主としてゲーム実況を行っている。後述するように、各々が得意とするゲームを実況している。ゲームの実力も高く、例えば夢咲楓はポケットモンスターのレート対戦にて、世界8位に入っている。声優交代以前はゲーム実況に関するコラボ動画も積極的に行い、もこうやあゆみん、笹木咲、ヤミクモケリンと対戦していた。
ゲーム実況以外にも、部活動内のメンバーとのやりとりを記録した日常パートと評される動画や、コメディ要素の強い茶番と評される動画を投稿している。
2020年12月31日にゲーム部プロジェクトの活動終了を発表。2021年2月7日に最終配信、桜樹みりあのみ個人チャンネルで活動継続。その桜樹みりあも2025年5月17日を以て活動終了をすると2025年4月19日の生配信で発表。これによりゲーム部プロジェクトとしての歴史も幕を閉じた。

## メンバー
夢咲 楓 (ゆめさき かえで)
声 - 一野瀬満月(2代目：2019年9月1日 - )
ゲームプレイ - バンビー(ポケットモンスター)
部長を務めている。9月18日生まれ。身長164cm。ベージュ色の髪、ロングヘアーが特徴。一人称は「わたし」。
ポケットモンスターを得意としており、Shadowverseも実況している。
中学生時代はバスケ部に所属し、キャプテンを務めていた。
風見 涼 (かざみ りょう)
声 - 石渡智実(2代目：2019年9月1日 - )
初登場は2本目(2018年3月9日投稿)。2月12日生まれ。身長161cm。銀髪とヘアピンが特徴。一人称は「ぼく」。好きな食べ物はメロンパン。
大乱闘スマッシュブラザーズを得意としており、ぷよぷよも実況している。
桜樹 みりあ (さくらぎ みりあ)
声 - 宮丸ゆめみ(2代目：2019年6月27日 - )
初登場は22本目(2018年4月16日投稿)。3月27日生まれ。身長155cm。ピンク色の髪、ツインテール・アホ毛が特徴。一人称は「みりあ」。度々語尾に「ぽよ」とつけて喋る。
ポケットモンスターを得意としており、ホラーゲームも実況している。
ゲーム部のYoutube活動終了後はハイウェイスターに移籍し、宇宙一愛されるアイドルを目指す。
道明寺 晴翔 (どうみょうじ はると)
声 - 有馬京哉(2代目：2019年7月7日 - )
初登場は9本目(2018年3月25日投稿)。副部長を務めている。編集担当。8月10日生まれ。身長176cm。メッシュが入った黒髪が特徴。一人称は「オレ」。
スプラトゥーンを得意としており、マリオカートも実況している。
責任感が強く、夜中も起き続けて編集に取り組むのはしょっちゅう。

## 来歴
2018年
- 1月25日、チャンネルを開設した。
- 3月6日、チャンネル初の動画を投稿した。
- 6月2日、チャンネル初の生放送を、Virtual Castにて配信した。
- 6月12日、チャンネル登録者数が10万人を達成した。
- 11月28日、スピンオフサブチャンネル「放課後ゲーム部」を開設した。

2019年
- 7月8日、月刊漫画雑誌「月刊 UNLIMITED」の創刊を発表した。
- 8月5日、「月刊 UNLIMITED」のVol.1が発売された。ゲーム部プロジェクトの他、道明寺ここあやあおぎり高校ゲーム部のコミカライズが掲載される。

2020年
- 1月3日、4名の個人チャンネルをそれぞれ開設。これ以降はメインチャンネルの動画投稿は減少し、個別のチャンネルでの活動が中心となる。
- 「月刊 UNLIMITED」が1月15日発売のvol.6をもって休刊した。

2021年
- 2月7日、最終配信。これをもって活動終了。（桜樹みりあのみ自チャンネルで継続）

2025年
- 4月19日に桜樹みりあのチャンネルにて行われた生配信において、5月17日で桜樹みりあとしての活動を終了すると発表。これを以てゲーム部プロジェクトのメンバーは全員が活動を終了する事になった。

## 運営をめぐるトラブル

### 解散騒動
2019年4月8日、担当声優4人がトラブルから降板を申し出たというネットでの噂について、運営元のUnlimitedはこれを認め、声優スタッフと協議中であると発表した。4月11日にUnlimitedは声優スタッフへの過度な業務負担や「不適切なコミュニケーション」があったことを認め、ファンに対して一連の騒動を謝罪し、声優スタッフの待遇改善とゲーム部の活動継続を発表。4月19日に活動を再開した。

### 声優陣の交代
2019年6月27日に桜樹みりあ、7月7日に道明寺晴翔の声優が変更されたのではないかとの指摘が視聴者から寄せられていたがが、公式からの発表はしばらく行われなかった。その後、7月17日にUnlimitedは先述の声優交代を正式に発表し、残る二人に関しても声優の交代を予定していると明かした。続く8月27日に夢咲楓と風見涼の声優が9月1日より交代すると発表、ゲーム部の声優は全員が交代することになった。
この際、声優交代の理由は運営、初代声優のいずれからも具体的には語られなかった。

### 騒動の余波と影響
一連の声優交代の騒動以降、最盛期には40万人を越えていたメインチャンネルの登録者数は相当数減少した。さらにその後、他の事務所でも同様のスキャンダルやトラブルが相次いで発生したことにより、VTuber業界全体の在り方が問われる出来事となった。なお2020年6月にUnlimitedはBrave groupと社名を改めて経営陣を刷新し、旧代表の上西は退任となっている。
2019年9月27日に開催されたHIMEHINAワンマンライブ「心を叫べ」において、交代前の声優四人が「天の声」としてサプライズ出演した。HIMEHINA運営チームの中島によれば、元来演者との距離が近い運営体制だったことからクリエイターを尊重する意識が強く、ゲーム部の炎上を受けて所属タレントと労働環境について話し合った際に「心地良く活動できるよう（運営として）努力する」などと伝えていたという。加えて当事者となった初代声優とそのファンに同情する思いもあり、ちょうどライブイベントの時期が近かったことから、「業界の関係としては角が立つかもしれない」と承知の上で四人の起用に至ったとしている。また同ライブで発表・歌唱された楽曲「うたかたよいかないで」の歌詞はゲーム部の炎上からも影響を受けているという。
Brave group代表取締役CEOの野口によれば、元々ゲーム部の実質的な意思決定は旧代表の上西が行っており、炎上を受けて野口も運営に直接関わるようになったものの、その時点で既に声優スタッフらとのコミュニケーションもままならない状態だったという。また炎上の影響で深刻な経営難に陥っており、資金調達や事業整理、当時の経営幹部に退任を願うといった対応に忙殺されていた。そのため社としてもライブの件について認識はしていたものの、野口は「それどころじゃなかった」と述懐している。

## スタッフ
- プロデューサー - 橋本直人
- キャラクターデザイン・モデル監修 - necömi(楓、涼、晴翔)、あずーる(みりあ)
- 脚本 - 山田、竹内、Dwayne Douglas Johnson
- 監督 - 山田、竹内、Dwayne Douglas Johnson、バンビー、一朗、みわ、はげぽよ、あむ、K.T.、新井貴大、カジヤマ

## 出演

### テレビ番組
2019年
- バーチャルさんはみている（2019年、TOKYO MX）

### イベント
2018年
- バーチャルYouTuber人狼（5月5日、桜樹みりあ、ニコニコ生放送）
- バーチャルタレントの"INSIDE"に再び迫る ～THE MENTAL JUDGE2～（9月29日、桜樹みりあ、ニコニコ生放送）
- 東京ゲームショウ2018
  - VTuber交流コーナー（9月20日・22日・23日）

- バーチャル大晦日2018〜みんなで年越しブイッとね！〜（12月31日、ニコニコ生放送）

2019年
- 平成最後のバーチャル新年会（1月20日、ニコニコ生放送）

2020年
- VTuber Fes Japan @ニコニコネット超会議2020（4月19日 ニコニコ生放送）

### ゲーム
- ブイブイブイテューヌ[42](2020年8月6日発売)

### VRライブ
- 桜樹みりあ 1stLIVE in VARK LIVE! #01（2020年3月28日 VRライブプラットフォーム「VARK」）
- 夢咲楓 1stLIVE in VARK LIVE! #02（2020年4月4日 VRライブプラットフォーム「VARK」）